# Jan z Rabštejna
Jan (mladší) z Rabštejna (1437 – 19. listopadu 1473) byl český kněz a diplomat, obhájce Jiřího z Poděbrad i v době, kdy katolické panstvo vypovědělo Jiřímu poslušnost. Bývá považován za prvního českého humanistu, který svým dílem vytvořil podmínky pro latinský humanismus v českých zemích.

## Rodové zázemí
Jan z Rabštejna byl syn stejnojmenného otce, který patřil do staré české šlechty (označení „z Rabštejna“ se týká hradu a města Rabštejna nad Střelou, patřících rodu pánů z Rabštejna). Páni z Rabštejna neměli kromě predikátu nic společného s rodem tzv. starších pánů z Rabštejna (se třema obrněnýma nohama v erbu) ani s rodem Pluhů z Rabštejna. Jindřich z Rabštejna vybudoval v blízkosti Rabštejna nad Střelou nový hrad roku 1439, který byl označován jako Hrádek nebo Sychrov.

## Život
Jan mladší z Rabštejna se rozhodl pro stav duchovní a po vysvěcení získal nejprve faru v Českých Budějovicích. Dále začal studovat v Římě, kde se stal doktorem práv (některé prameny uvádějí v Bonnonii, tedy Bologna), apoštolským protonotářem a kanovníkem u sv. Víta. Litoměřickým proboštem jej jmenoval papež v roce 1447, protože jeho předchůdce Jakub z Nymburka v Římě zemřel. Podle tehdejších církevně právních předpisů náleželo jmenování litoměřického probošta za těchto okolností přímo papeži.
Jeho bratr Prokop z Rabštejna byl v letech 1453–1463 nejvyšším kancléřem a oddaným stoupencem krále Jiřího z Poděbrad. Měl přímý vztah k Aeneáši Sylviovi Piccolominimu, s nímž vyjednával přípravy k basilejskému koncilu, za jehož přípravu byl odměněn.
Protože litoměřický probošt Jan z Rabštejna toužil po dalším vzdělávání i hodnostech, rezignoval před slavnostní korunovací krále Ladislava (28. října 1453) na litoměřické proboštství a přešel jako jmenovaný probošt na Vyšehrad. Jako tamní probošt se více věnoval svým humanistickým cílům. Král Jiří z Poděbrad ho pro jeho schopnosti posílal na důležitá diplomatická jednání. Roku 1459 jel s poselstvím do Říma k papeži. Patřil ke straně mírných. Za své služby byl povýšen do panského stavu roku 1463. V roce 1473 byl od krále pověřen důležitým jednáním ve Slezsku ve Vratislavi, ale 19. listopadu téhož roku náhle v uherském Budíně zemřel.
Jan byl jako vyšehradský probošt posledním českým kancléřem, který byl podle staré přemyslovské tradice duchovním. Jeho nástupcem ve funkci kancléře se stal jeho bratr Prokop z Rabštejna, ale ten byl již laikem.

## Dílo
Bezesporu patřil mezi významné soudobé české humanisty a spisovatele. Nejznámější byl jeho proslulý nábožensko-politický spis Dialogus. Dále vydal několik menších projevů.
Vedle Dialogu, který k nám došel jen ve dvou vadných opisech, jsme získali několik krátkých českých dopisů, ale hlavně značnou část Rabštejnovy prachatické knihovny, která přešla koupí od jeho dědice Václava z Rabštejna do majetku klášterní knihovny drkolenského kláštera. Obsahovala téměř 500 latinských spisů, které mají marginálie, vysvětlující osobní názory. Vedle přepisů českého a italského původu jsou tu i italské opisy ze 13. a 14. století, dále literatura právnická, kanonistická, římští klasikové, humanistické překlady řeckých klasiků a středověká latinská díla filozofická a teologická, méně častí jsou italští humanisté a domácí polemická náboženská díla. Dále spisy exaktních věd a medicíny.
Z mnohačetných poznámek v knihách po odborném probádání (zejm. prof. Rudolf Urbánek) vyšel ucelenější Rabštejnův životopis, ale byly v nich i cenné údaje (např. vkreslená obrázková schémata, nebo informace, že se v Opavii Jan účastnil pitvy).
- Dialogus (latinsky) – Psáno formou dopisu adresovaného italskému právníkovi. Autorův fiktivní rozhovor se třemi šlechtici, různých politických názorů na stát. Autor dává za pravdu tomu, který hledá cestu ke smíru a hájí zájem státu. Jan z Rabštejna zde vyjadřuje své politické přesvědčení.